# Meritaton
| i | t · n · ra | N36 · t | B1 |

| i | t · n · ra | N36 · t | B1 |

Meritaton (egip. Ukochana przez Atona) – egipska królowa z XVIII dynastii, najstarsza z sześciu córek Echnatona i Nefertiti, żona faraona Smenchkare.

## Życiorys
Meritaton urodziła się nie później niż w roku pierwszym panowania Echnatona w Tebach. Już samo brzmienie jej imienia świadczy o tym, że dziewczynkę powierzono opiece Atona – boga przedstawianego w postaci tarczy słonecznej. Jego kult wywyższył Echnaton, czyniąc z niego jedyne bóstwo kraju. Realizując swoją reformę religijną, faraon przeniósł stolicę z Teb do Achetaton (Amarny), gdzie Meritaton spędziła większość swojego życia. Jej wizerunki pojawiają się na wielu zabytkach z Amarny. Na jednej ze scen Meritaton prawą ręką głaszcze ojca po policzku, a lewą wskazuje na matkę i siostry. To właśnie ona ze wszystkich dzieci była najściślej związana z rodzicami. Zawsze była określana jako Córka Króla z jego ciała, jego ukochana, Meritaton, urodzona z Wielkiej Małżonki Króla, jego ukochanej, Pani Obu Krajów, Nefertiti, oby żyła. 
Pałac księżniczki znajdował się w północnej części nowej stolicy, między przedmieściem a Pałacem Nadrzecznym. Ta nieufortyfikowana rezydencja, zwana Pałacem Północnym, składała się z zespołu pomieszczeń, której początkowo zidentyfikowano jako coś w rodzaju ogrodu zoologicznego. Kompleks skupiał się wokół dużej sadzawki. W jego skład wchodził ogród, otwarty dziedziniec z ołtarzami Atona, pokój z podwyższeniem uważany zwykle za salę tronową, prywatne apartamenty z łazienką, a także pięknie dekorowane pomieszczenia dla zwierząt, w tym ptaszarnie i zagrody z ozdobnymi korytami. Zielony Pokój z namalowanymi na ścianach zaroślami papirusowymi pełnymi dzikich ptaków, często opisywany jest jako arcydzieło. W obrębie kompleksu znaleziono też zespół pomieszczeń dla służby. 
W trzynastym lub czternastym roku panowania Echnatona umiera siostra Meritaton, Maketaton. Z ludzkich oczu znikają także trzy najmłodsze siostry, królowa Teje oraz drugorzędna żona Echnatona – Kija. W kompleksie religijnym Maru-Aton imiona Kiji zastąpiono imionami Meritaton. Z zaskakującą łatwością jedna ukochana kobieta wyparła drugą. Być może było to konieczne dla kontynuacji ważnego kobiecego kultu w Maru-Aton. Gdy z amarneńskiej rodziny znikło tak wiele kobiet, zaczęło wzrastać znaczenie Meritaton, aż w końcu prawdopodobnie uznano ją za żonę króla. Meritaton poślubiła swego ojca i być może urodziła mu córkę o imieniu Meritaton-Taszerit (Młodsza). Losy księżniczki są nieznane. Być może Meritaton wyniesiono do roli królowej, by zastąpiła swą matkę Nefertiti, zmarłą lub odesłaną na emeryturę. Jej odejście zapewne pozostawiłoby próżnię, którą Echnaton mógł chcieć zapełnić swą najstarszą córką. 
Wysłałem ci w darze dziesięć brył prawdziwego lapis-lazuli, a Pani Domu wysłałem dwadzieścia świerszczy z prawdziwego lapis-lazuli. Wiem, że sama Mayatu (Meritaton) nie zrobiła nic, bym odzyskał zdrowie i nie okazała troski o mnie.

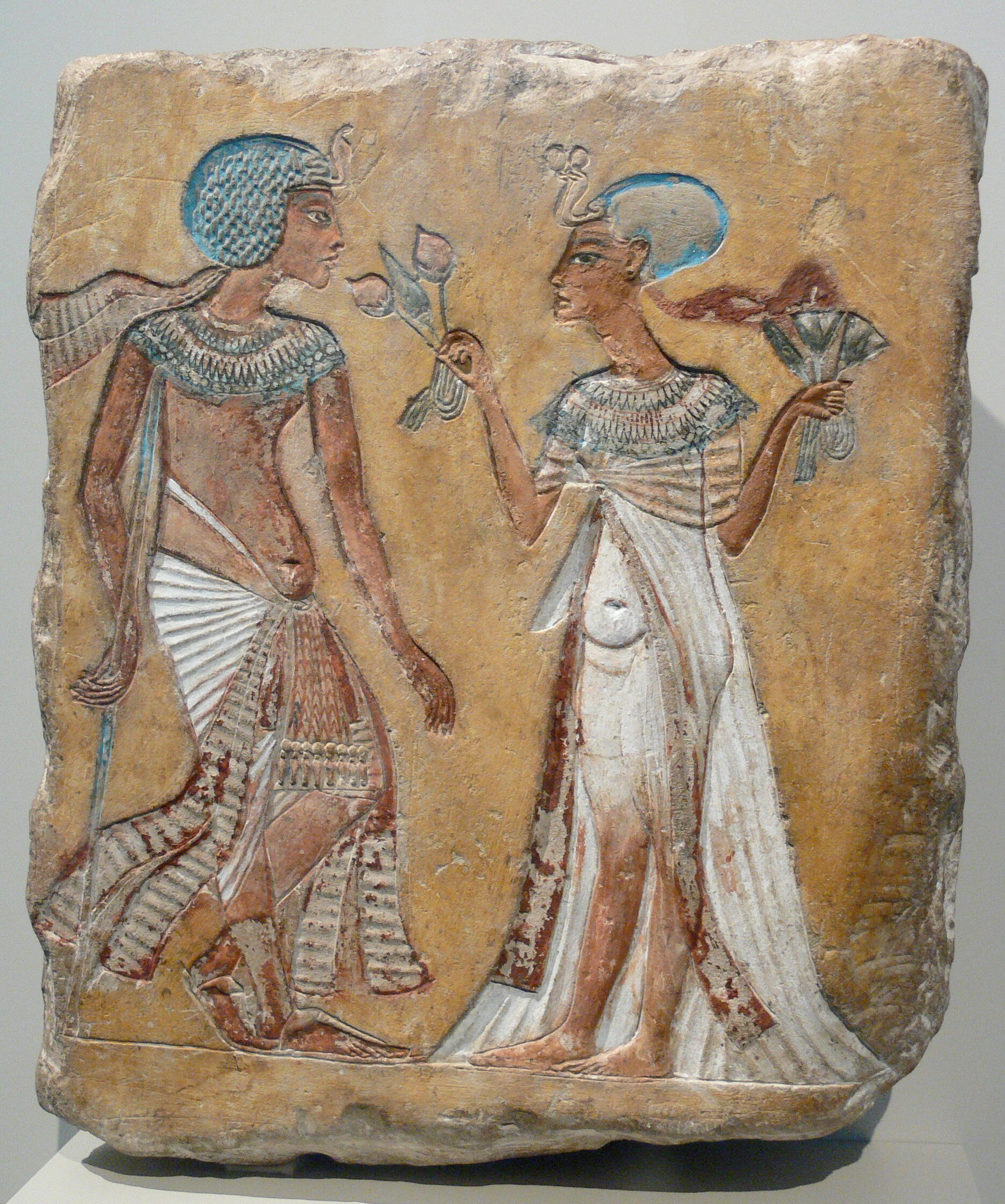
Relief przedstawiający prawdopodobnie Smenchkare i Meritaton w ogrodzie, Muzeum Egipskie w Berlinie

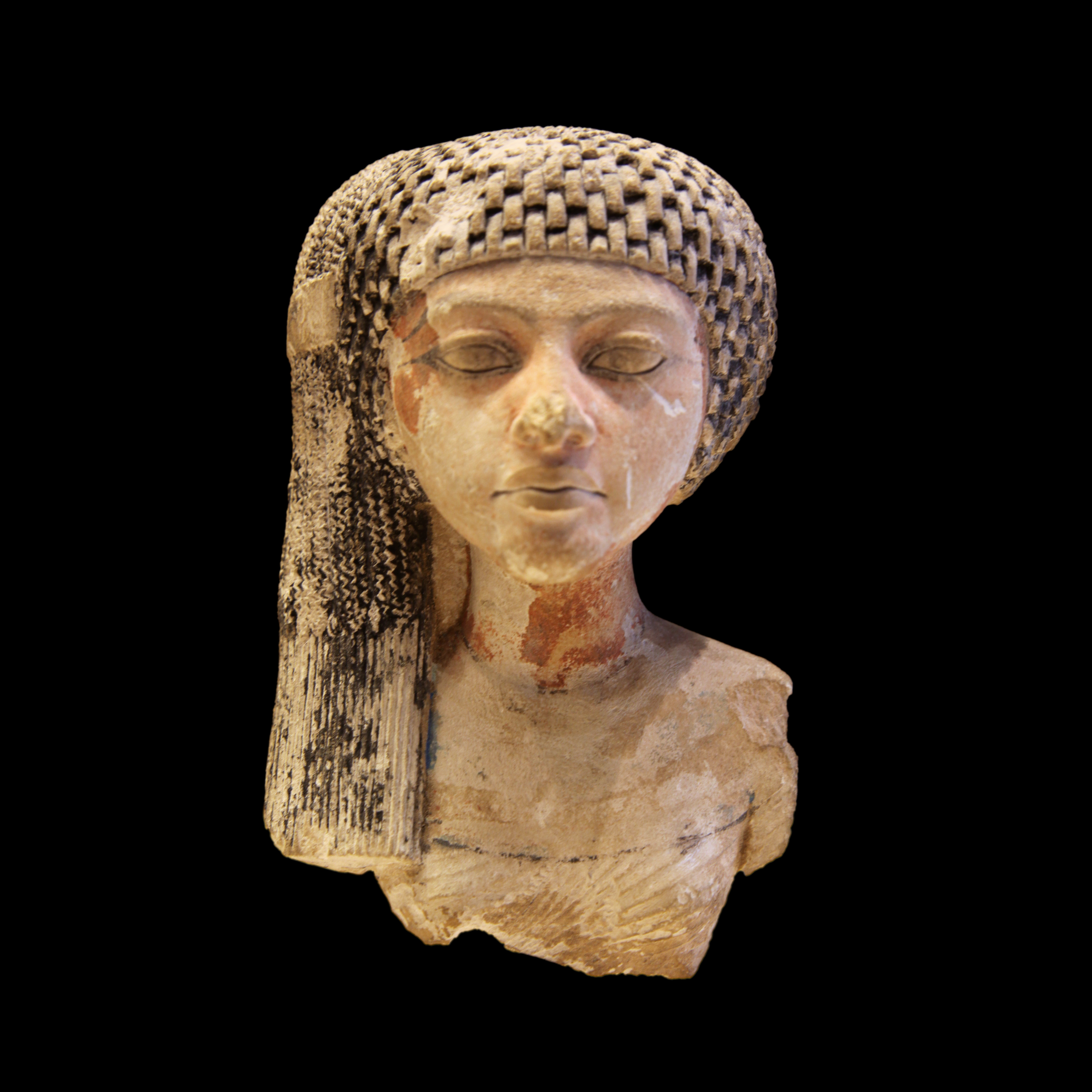
Meritaton (Luwr)

O Meritaton wspomina cytowany wyżej List Amarneński EA 11 napisany przez Burna-Buriasza, króla Babilonu. Wynika z niego, że Meritaton odgrywała ważną rolę w Amarnie, ale niekoniecznie była wówczas królową czy panią domu. W czternastym lub piętnastym roku panowania ojca Meritaton poślubiła następcę tronu, Smenchkare, który był synem lub bratem Echnatona. Stał się on jego koregentem. Prawdopodobnie po śmierci Echnatona Semenchkare objął na krótko samodzielne rządy. W grobowcu Merire II znajduje się scena przedstawiająca parę królewską. Towarzyszące jej kartusze zostały wyłupane przez złodziei, lecz dzięki dokumentacji wiemy, że należały do Króla Górnego i Dolnego Egiptu, Anchcheperure syna Re, Semenchkare oraz Wielkiej Małżonki Króla Meritaton. Semenchkare przypadło w udziale bardzo krótkie panowanie, z którego większość spędził on jako współwładca Echnatona. Po trzech latach rządów znika ze sceny dziejów. Także Meritaton nie jest wspomniana ani razu. Nie wiemy ani kiedy umarła, ani gdzie ją pochowano.

## U Manethona
Manethon wspomina o królowej Achencheres, która objęła stanowisko faraona w końcu epoki amarneńskiej jako następczyni swego ojca. Panowała 2 lata i 1 miesiąc. Podane przez Manethona imię jest prawdopodobnie grecką formą imienia Anchcheperure. Manethon umieszcza jej panowanie przed niejakim Rathothisem, który jest identyczny prawdopodobnie z Tutanchamonem. Wiadomo, że u schyłku Okresu Amarneńskiego na arenie politycznej pojawia się kobieta-faraon, Anchcheperure Neferneferuaton. Precyzyjna identyfikacja królowej pozostaje tajemnicą, jednak najbardziej prawdopodobną kandydatką jest Meritaton. Być może współrządziła ze swym mężem lub wstąpiła na tron po jego śmierci.

## Rodowód
| 4. Amenhotep III |  |              |  |  |              |
|                  |  | 2. Echnaton  |  |  |              |
| 5. Teje          |  |              |  |  |              |
|                  |  |              |  |  | 1. Meritaton |
| 6. Aj (?)        |  |              |  |  |              |
|                  |  | 3. Nefertiti |  |  |              |
| 7. Ti (?)        |  |              |  |  |              |
|                  |  |              |  |  |              |